# Ennya rufomaculata
Ennya rufomaculata är en insektsart som beskrevs av Jules Ferdinand Fallou. Ennya rufomaculata ingår i släktet Ennya och familjen hornstritar. Inga underarter finns listade i Catalogue of Life.